# Franklin Hobbs
Franklin Warren „Fritz“ Hobbs, IV (* 30. Juli 1947 in Manchester-by-the-Sea) ist ein ehemaliger  Ruderer aus den Vereinigten Staaten. Er war mit dem Achter Sieger bei den Panamerikanischen Spielen 1967 und Olympiazweiter 1972.

## Karriere
Franklin Hobbs war während seines Studiums Mitglied des Achters der Harvard University. Bei den Panamerikanischen Spielen 1967 in Winnipeg siegte der Achter aus den Vereinigten Staaten in der Besetzung Ian Gardner, David Higgins, Cleve Livingston, Jake Fiechter, Franklin Hobbs, Scott Steketee, Andy Larkin, Curtis Canning und Paul Hoffman. In der gleichen Besetzung nahm der Achter aus den Vereinigten Staaten auch an den Europameisterschaften 1967 teil und gewann Silber hinter dem Deutschland-Achter. Bei den Olympischen Spielen 1968 in Mexiko-Stadt startete der Achter mit Steve Brooks statt Gardner und belegte den sechsten Platz.
Bei den Olympischen Spielen 1972 in München waren 15 Achter am Start. Der Achter aus den Vereinigten Staaten mit Lawrence Terry, Franklin Hobbs, Peter Raymond, Timothy Mickelson, Eugene Clapp, William Hobbs, Cleve Livingston, Michael Livingston und Paul Hoffman gewann den ersten Vorlauf vor dem Boot aus der Bundesrepublik Deutschland. Im Halbfinale belegte der Achter aus den USA den dritten Platz hinter den Achtern aus der DDR und aus der UdSSR. Im Finale siegte das Boot aus Neuseeland mit über zweieinhalb Sekunden Vorsprung, dahinter kämpften die Boote aus den USA und aus der DDR um den zweiten Platz, im Ziel hatten die Amerikaner sechs Hundertstelsekunden Vorsprung und erhielten die Silbermedaille. Im Achter von 1972 ruderte auch sein jüngerer Bruder William Hobbs. 
Franklin Hobbs graduierte 1969 in Geschichte und machte seinen Master an der Harvard Business School. Er wurde Investment-Banker in New York City. Er war CEO der Investment-Bank Dillon, Read & Co. und nach der Fusion von Warburg Dillon Read. Später wechselte er als CEO zu Houlihan Lokey.